# Information Systems Security Architecture Professional
A designação Information Systems Security Architecture Professional (ISSAP) é concedida e gerenciada pela ISC2 (International Information Systems Security Certification Consortium) e tem por objetivo aferir o entendimento profundo dos domínios de arquitetura do Common Body of Knowledge CBK de Segurança da Informação (desenvolvido e mantido pela própria organização).

## Requerimentos
Para obter a designação ISSAP, o profissional deverá portar a designação CISSP e submeter-se a um exame escrito para aferimento dos conceitos de seis (6) domínios de Segurança da Informação.

## Domínios Requeridos
Os domínios já são exigidos de maneira genérica na formação do CISSP:
- Metodologia e sistemas de Controle de Acesso;
- Segurança de Rede e Telecomunicações;
- Criptografia;
- Análise de Requerimentos e Padrões de Segurança, Critérios e Melhores Práticas;
- Planejamento da Continuidade de Negócios BCP e Recuperação de Desastres DRP orientados à tecnologia;
- Segurança Física (e sua integração com a lógica).

## Relevância Internacional
Alguns órgãos governamentais estão recomendado a extensão da certificação de segurança para a concentração de Arquitetura ISSAP.
De acordo com estudo conduzido pela revista CertMag (especializada em certificações profissionais), a média salarial de um profissional de segurança da informação com o certificado CISSP e concentração ISSAP já passa dos 100 mil dólares anuais.